# Tolypida amaryllis
Tolypida amaryllis är en fjärilsart som beskrevs av William Schaus 1896. Tolypida amaryllis ingår i släktet Tolypida och familjen Mimallonidae. Inga underarter finns listade i Catalogue of Life.